# Nasdaq, Inc.
Nasdaq, Inc. är ett amerikanskt börsnoterat bolag, tidigare kallat Nasdaq OMX Group, som äger och driver Nasdaq och sju europeiska börser i nordiska och baltiska regionerna. Huvudkontoret ligger i New York, och dess VD är Adena Friedman.

## Historia

### Fusionsförsök med London Stock Exchange
I december 2005 avslog London Stock Exchange Group (LSE) ett uppköpserbjudande på 1,6 miljarder pund från Macquarie Bank. LSE beskrev erbjudandet som "skrattretande". Den fick sedan ett erbjudande under mars 2006 med beloppet 2,4 miljarder pund från NASDAQ, som också avslogs av LSE. Nasdaq drog senare tillbaka sitt anbud. Mindre än två veckor senare, den 11 april 2006, blev en överenskommelse klar mellan NASDAQ och LSE:s största aktieägare, Ameriprise Financials enhet Threadneedle Asset Management, om att förvärva samtliga 35,4 miljoner aktier för 11,75 £ per aktie. Nasdaq köpte också ytterligare 2,69 miljoner aktier, vilket gav en total andel på 15 %. Trots att detta skedde hemligt gick affären igenom, samtidigt som Scottish Widows sålde 2,69 miljoner aktier. Affärerna sågs som ett försök att tvinga LSE att förhandla till sig ett partnerskap eller eventuellt fusionera, samt att blockera andra friare från uppköp, exempelvis NYSE Euronext.
Vid senare köp ökade Nasdaq andelen till 29 % och lade ett bud på resterande aktier. Men bara ytterligare 0,4 % av aktieägarna accepterade budet inom tidsfristen och därför avslogs budet.

### Boston och Philadelphia Exchanges köp
Den 2 oktober 2007 förvärvade Nasdaq Boston Stock Exchange och den 7 november offentliggjorde Nasdaq ett avtal om köp av Philadelphia Stock Exchange.

### Fusioneras med OMX

Historisk logotyp för Nasdaq OMX Group.

Den 25 maj 2007 gick NASDAQ samman med svensk-finska börsoperatören OMX som kontrollerade 7 nordiska och baltiska börser. Affären hamnade på 3,7 miljarder dollar och det nya företaget som bildades döptes om till Nasdaq OMX Group. Sedan oktober 2014 heter koncernen åter enbart Nasdaq och de uppköpta börserna benämns Nasdaq Stockholm, Nasdaq Copenhagen etc.

## Övriga tjänster
- DirectorsDesk.com
  - Den 29 juni 2007 offentliggjorde NASDAQ ett avtal om att förvärva DirectorsDesk.com
- Carpenter Moore
  - Nasdaq OMX sålde sin andel i Carpenter Moore D & O Försäkring under 2009.
- GlobeNewswire
  - GlobeNewswire (tidigare PrimeNewswire) ger pressmeddelande, redigering och nyhetsbyrå
- SMARTS Group
  - Den 27 juli 2010 meddelade Nasdaq OMX Group att de tecknat avtal om att förvärva SMARTS Group, världens ledande leverantör av tekniska lösningar inom marknadsövervakning, tillsynsmyndighet och mäklare.
- Market Data Group
- Shareholder.com